# Al Franken
Alan Stuart "Al" Franken (Nova Iorque, 21 de maio de 1951) é um político norte-americano e que serve como senador de Minnesota desde 2009. Membro do Partido Democrata, derrotou por estreita margem o senador republicano Norm Coleman nas eleições de 2008. Antes de atuar no Senado, foi um aclamado escritor e ator no popular programa Saturday Night Live (SNL)  entre 1975 e 1980, retornando em 1985 até 1995.
Devido a proximidade dos resultados da eleição, depois dos resultados de uma recontagem manual de votos em todo o estado, ele foi declarado o vencedor por uma margem de apenas algumas centenas de votos. Depois de uma contestação dos resultados da eleição e subsequente processo judicial de Coleman, a Suprema Corte do estado de Minnesota manteve por unanimidade sua vitória em 30 de junho de 2009, e ele foi empossado no cargo como senador em 7 de julho de 2009. Em 7 de dezembro de 2017, Franken anunciou que iria renunciar após uma série de escândalos envolvendo o senador. No dia 2 de janeiro de 2018, Franken oficialmente saiu do cargo de senador.